# Cicindela japonica
Cicindela chinensis japonica, thường được biết đến với tên the Japanese tiger beetle, là một loài ground beetles bản địa của châu Á.

## Hình ảnh

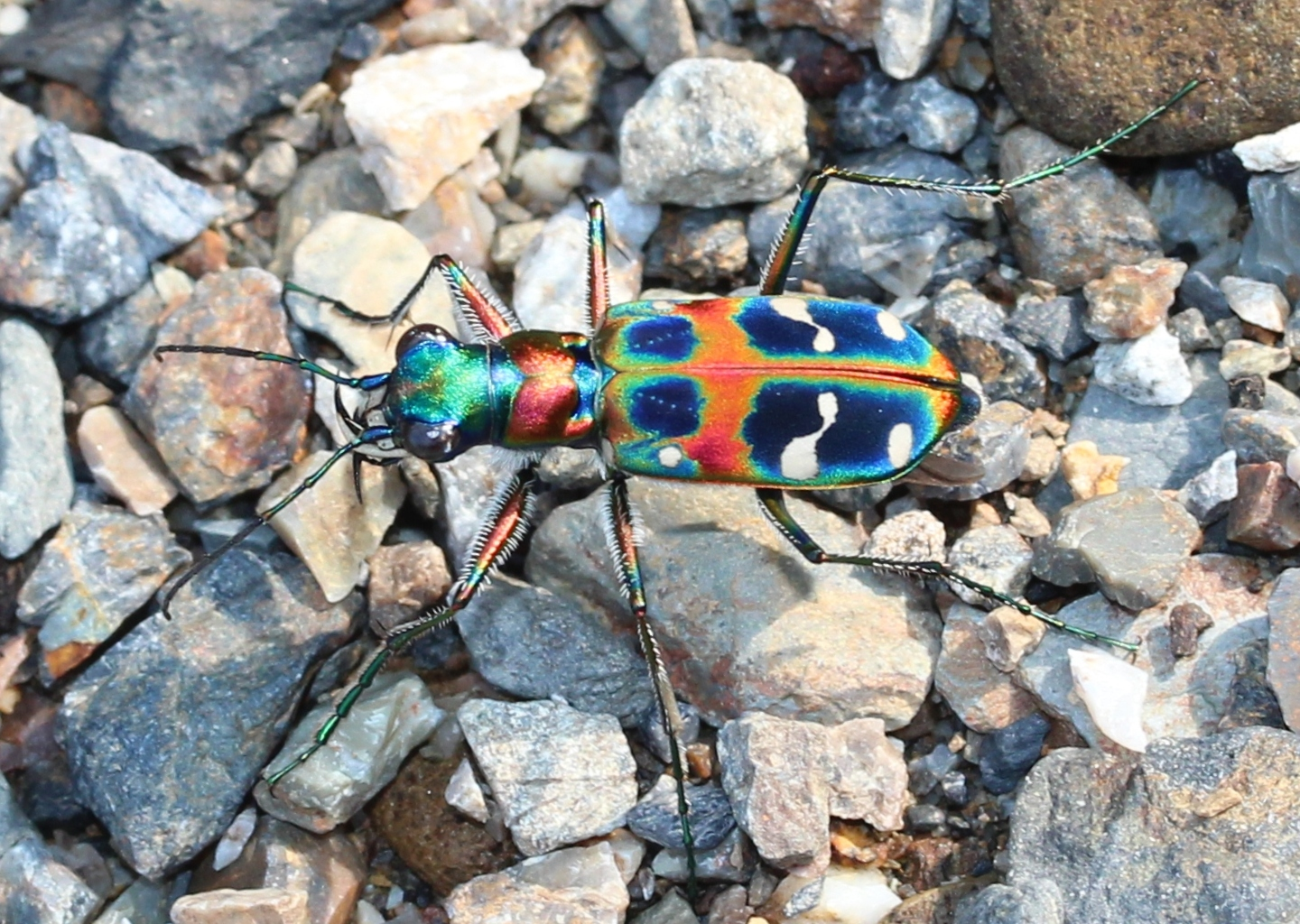
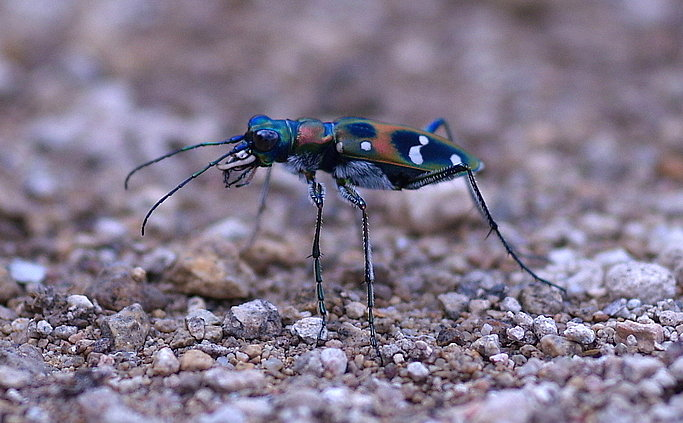